# 区検察庁
区検察庁（くけんさつちょう）は、日本の検察庁の種類の1つであり、簡易裁判所に対応する検察庁である。
一般に区検（くけん）と略される。

## 区検察庁の組織
区検察庁には、検事、副検事（以上2官が検察官）、検察事務官及び検察技官が置かれる。なお、副検事は、区検察庁の検察官の職のみにこれを補するものとされている。 
区検察庁にあっては、法務大臣が、検察官が足りないため必要と認めるときは、区検察庁の検察事務官にその庁の検察官の事務を取り扱わせることができる。 この場合の検察事務官を特に「検察官事務取扱検察事務官」という。
2人以上の検事又は検事及び副検事の属する各区検察庁には、上席検察官（じょうせきけんさつかん）各1人が置かれ、検事を以てこれに充てられる。
上席検察官の置かれた各区検察庁においては、その庁の上席検察官が、その他の各区検察庁においては、その庁に属する検事又は副検事（副検事が2人以上あるときは、検事正の指定する副検事）が庁務を掌理し、且つ、その庁の職員を指揮監督する。

### 管轄区域外に設置される区検察庁
基本的に、簡易裁判所は、それぞれの管轄区域内に庁舎が置かれている。それに対して、区検察庁の庁舎は必ずしも管轄区域内に置かれるとは限らず、複数の区検察庁が同一庁舎に同居している例もある。具体的には、次のようなケースがある。
1. 最高検察庁の位置並びに最高検察庁以外の検察庁の名称及び位置を定める政令（昭和22年政令第35号）第三表（以下「第三表」と略）において、簡易裁判所とは異なる市町村に所在地が定められているケース - 石岡区検察庁（水戸市。石岡簡易裁判所は石岡市）、岡谷区検察庁（諏訪市。岡谷簡易裁判所は岡谷市）、など
2. 第三表において、簡易裁判所と同じ市町村に所在地が定められているものの、非常駐庁舎のため検察庁ウェブサイトでは異なる（常駐先の）庁舎を案内しているケース - 茨木区検察庁（茨木簡易裁判所と同じく茨木市に所在するが、非常駐庁舎のため[5]、ウェブサイトでは大阪市福島区の大阪中之島合同庁舎を案内[6]）、熱海区検察庁（熱海簡易裁判所と同じく熱海市に所在するが、非常駐庁舎のため[7]、ウェブサイトでは沼津市の静岡地方検察庁沼津支部庁舎を案内[8]）、など

## 区検察庁一覧
◎は地検本庁所在地、○は地検支部所在地、下線▼は管轄区域外に所在する他の区検庁舎において事務を取り扱う区検察庁（詳細は前述）を示す。

### 北海道地方
札幌地方検察庁管内
- 札幌◎・岩見沢○・室蘭○・小樽○・滝川○・浦河○・岩内○▼・苫小牧○・夕張▼・伊達▼・静内▼

函館地方検察庁管内
- 函館◎・江差○▼・松前▼・八雲・寿都▼

旭川地方検察庁管内
- 旭川◎・名寄○・紋別○・留萌○▼・稚内○・深川▼・富良野▼・中頓別▼・天塩▼

釧路地方検察庁管内
- 釧路◎・帯広○・網走○・北見○・根室○・本別▼・遠軽▼・標津▼

### 東北地方
青森県
- 青森◎・弘前○・八戸○・五所川原○・十和田○・むつ▼・野辺地▼・鰺ヶ沢▼

岩手県
- 盛岡◎・宮古○・大船渡▼・花巻○・水沢○・一関○・二戸○・遠野○・久慈▼・釜石▼

宮城県
- 仙台◎・大河原○▼・古川○・石巻○・登米○▼・気仙沼○・築館▼

秋田県
- 秋田◎・男鹿▼・能代○・本荘○・大館○・鹿角▼・横手○・湯沢▼・大曲○・角館▼

山形県
- 山形◎・新庄○・米沢○・鶴岡○・酒田○・赤湯▼・長井▼

福島県
- 福島◎・相馬○▼・郡山○・白河○・会津若松○・いわき○・棚倉▼・田島▼・福島富岡▼

### 関東地方
茨城県
- 水戸◎・土浦○・下妻○・日立○・龍ケ崎○・麻生○・笠間▼・常陸太田▼・石岡▼・取手▼・下館▼・古河▼

栃木県
- 宇都宮◎・真岡○・大田原○・栃木○・足利○・小山

群馬県
- 前橋◎・高崎○・桐生○・太田○・沼田○・群馬富岡▼・中之条▼・伊勢崎▼・館林▼・藤岡▼

埼玉県
- さいたま◎・越谷○・熊谷○・川越○・秩父○▼・川口・大宮・久喜▼・飯能▼・所沢・本庄▼

千葉県
- 千葉◎・佐倉○・千葉一宮○・松戸○・木更津○・館山○・八日市場○・佐原○▼・市川・銚子▼・東金▼

東京都
- 東京◎（墨田分室）・八王子・八丈島・伊豆大島・新島▼・立川○・武蔵野・青梅▼・町田

神奈川県
- 横浜◎・川崎○・相模原○・横須賀○・小田原○・神奈川▼・保土ケ谷・厚木・鎌倉▼・藤沢・平塚▼

### 中部地方
新潟県
- 新潟◎・三条○・新発田○・長岡○・高田○・佐渡○・新津▼・村上▼・十日町▼・柏崎▼・南魚沼・糸魚川▼

富山県
- 富山◎・魚津○・高岡○・砺波▼

石川県
- 金沢◎・小松○・七尾○・輪島○・珠洲▼

福井県
- 福井◎・武生○・敦賀○・大野▼・小浜▼

山梨県
- 甲府◎・都留○・鰍沢▼・富士吉田▼

長野県
- 長野◎・飯山▼・上田○・佐久○・松本○・木曽福島▼・大町▼・諏訪○・岡谷▼・飯田○・伊那○

岐阜県
- 岐阜◎・大垣○・高山○・多治見○・御嵩○・郡上▼・中津川▼

静岡県
- 静岡◎・沼津○・富士○・下田○・浜松○・掛川○・清水▼・熱海▼・三島▼・島田

愛知県
- 名古屋◎（交通分室）・岡崎○・豊橋○・一宮○・半田○・春日井▼・瀬戸▼・津島▼・犬山▼・安城・豊田・新城▼

### 近畿地方
三重県
- 津◎・松阪○・伊賀○・四日市○・伊勢○・熊野○・鈴鹿▼・桑名▼・尾鷲▼

滋賀県
- 大津◎・彦根○・長浜○・高島▼・甲賀▼・東近江▼

京都府
- 京都◎・園部○▼・宮津○・舞鶴○・福知山○・伏見▼・右京▼・向日町・木津・宇治▼・亀岡▼・京丹後▼

大阪府
- 大阪◎（交通分室）・堺○・岸和田○・大阪池田▼・豊中▼・吹田▼・茨木▼・東大阪▼・枚方▼・富田林▼・羽曳野・佐野▼

兵庫県
- 神戸◎・伊丹○・尼崎○・明石○・柏原○・姫路○・社○・龍野○・豊岡○・洲本○・西宮▼・篠山▼・加古川▼・浜坂▼

奈良県
- 奈良◎・葛城○・五條○・宇陀▼・吉野▼

和歌山県
- 和歌山◎・田辺○・御坊○・新宮○・湯浅▼・妙寺・橋本▼・串本▼

### 中国・四国地方
鳥取県
- 鳥取◎・倉吉○・米子○

島根県
- 松江◎・出雲○・浜田○・益田○・西郷○▼・雲南▼・川本▼

岡山県
- 岡山◎・倉敷○・新見○▼・津山○・玉野▼・児島▼・玉島▼・笠岡・高梁▼・勝山▼

広島県
- 広島◎・呉○・尾道○・福山○・三次○・東広島▼・可部▼・大竹▼・竹原▼・府中▼・庄原▼

山口県
- 山口◎・周南○・萩○・岩国○・下関○・宇部○・防府▼・長門▼・柳井▼・船木▼

徳島県
- 徳島◎・阿南○・美馬○・鳴門▼・吉野川▼・徳島池田▼・牟岐▼

香川県
- 高松◎・丸亀○・観音寺○・土庄▼・善通寺▼

愛媛県
- 松山◎・大洲○・西条○・今治○・宇和島○・八幡浜▼・新居浜・四国中央▼・愛南▼

高知県
- 高知◎・須崎○・安芸○▼・中村○

### 九州・沖縄地方
福岡県
- 福岡◎・飯塚○・直方○▼・久留米○・柳川○・大牟田○・八女○▼・小倉○・行橋○・田川○・宗像▼・甘木▼・うきは▼・折尾▼

佐賀県
- 佐賀◎・武雄○・唐津○・鳥栖▼・鹿島・伊万里▼

長崎県
- 長崎◎・大村○・島原○・佐世保○・平戸○▼・壱岐○・五島○・厳原○・諫早▼・新上五島▼・上県▼

熊本県
- 熊本◎・宇城▼・荒尾▼・玉名○・山鹿○・阿蘇○・高森▼・御船▼・八代○・水俣▼・人吉○・天草○・牛深▼

大分県
- 大分◎・別府▼・臼杵▼・杵築○・佐伯○・竹田○・中津○・豊後高田▼・日田○

宮崎県
- 宮崎◎・日南○・都城○・延岡○・西都▼・小林▼・日向▼・高千穂▼

鹿児島県
- 鹿児島◎・名瀬○・加治木○・知覧○・川内○・鹿屋○・伊集院▼・種子島▼・屋久島▼・徳之島▼・大口▼・大隅▼・加世田▼・指宿▼・出水▼・甑島▼

沖縄県
- 那覇◎・沖縄○・名護○・平良○・石垣○